# دله
دَله یا ولورین (نام علمی: Gulo gulo) بزرگ‌جثه‌ترین عضو خانوادهٔ راسویان و بومی آمریکای شمالی و شمال اوراسیا است. دله یک گوشتخوار درشت و نیرومند است که بیشتر به یک خرس کوچک می‌ماند تا راسو. شکل ظاهری این جانور آمیزه‌ای از گورکن و یک خرس کوچک با خز زبر و تیره‌رنگ است که در هر سمت بدن یک نوار کم‌رنگ دارد. طول آن ممکن است به ۱.۲ متر و وزن آن حدوداً به ۲۷ کیلوگرم برسد.
نام علمی این حیوان gulo در زبان لاتین به معنی حریص یا دله است و معمولاً هم با همین لقب شناخته می‌شود. همان‌طور که در نقاطی از ایران نیز خویشاوندان آن همچون سمور و قاقم را دله می‌نامند. دلیل این لقب آن است که دله هم مثل دیگر خویشاوندان راسوسان خود به دلیل متابولیسم بالای بدنش باید به سرعت غذا بخورد و خیلی از اوقات دست به کشتار اضافه می‌زند و همچنین از درندگی و جسارت بسیار بالایی برخوردار است و به طعمه‌هایی چندین برابر بزرگ‌تر از خود حمله می‌کند.

## زیستگاه
زیستگاه دله جنگل‌های متشکل از درخت‌هایی از گروه مخروطیان یعنی انواع کاج، صنوبر و سرو است.

## تغذیه
راسوی بزرگ، پرندگان و پستانداران کوچک را شکار می‌کند و از لاشهٔ جانوران نیز تغذیه می‌نماید اما قادر است حتی جانوران بسیار بزرگ‌تر از خود همچون انواع گوزن را از پا درآورد.

## خلق‌وخو
دله چنان درنده‌خو و مهاجم است که می‌تواند سایر صیادان و حتی خرس را از صید خود دور نماید.
دله و گورکن در بسیاری از خصلت‌های رفتاری اشتراک دارند.

## نگارخانه

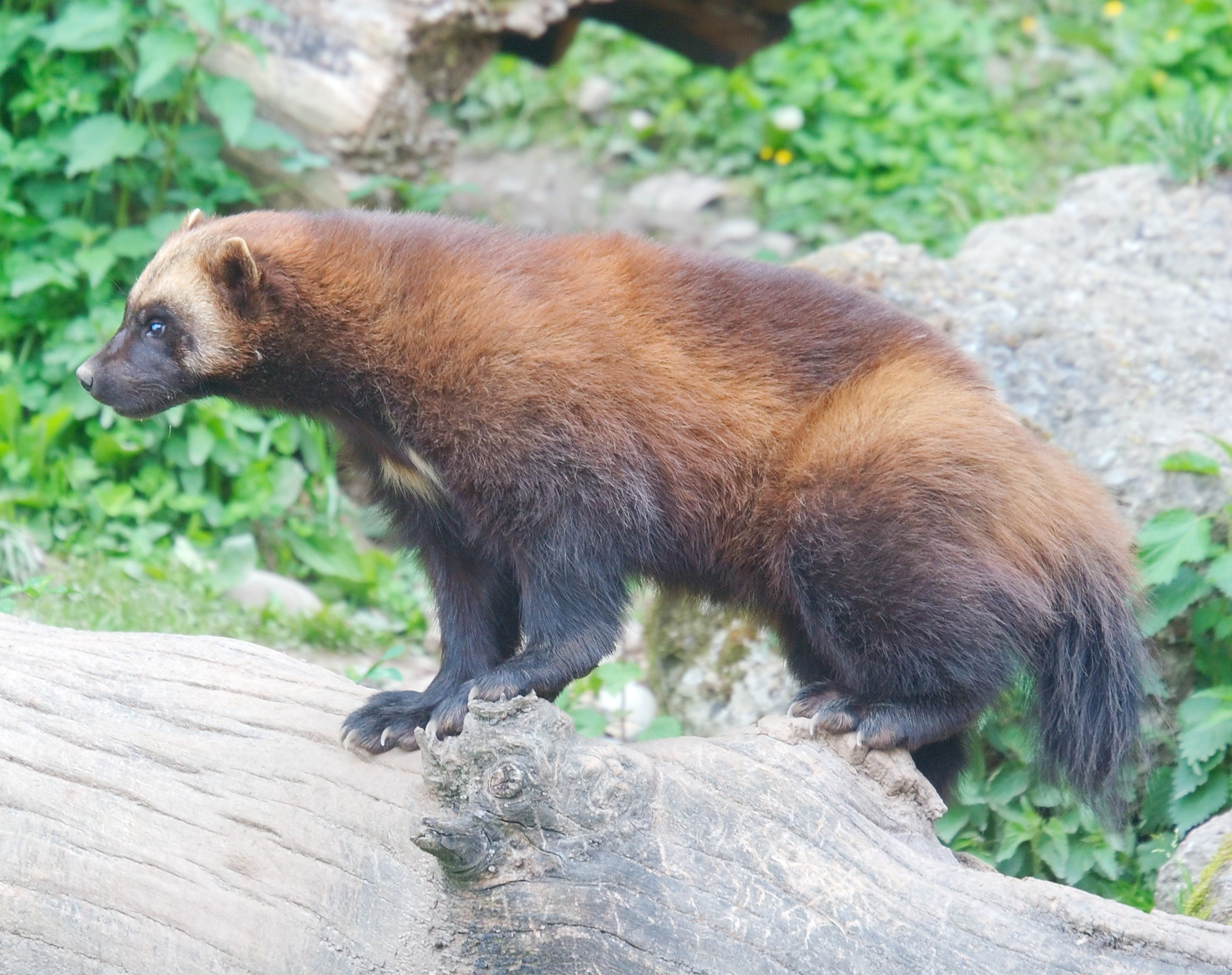
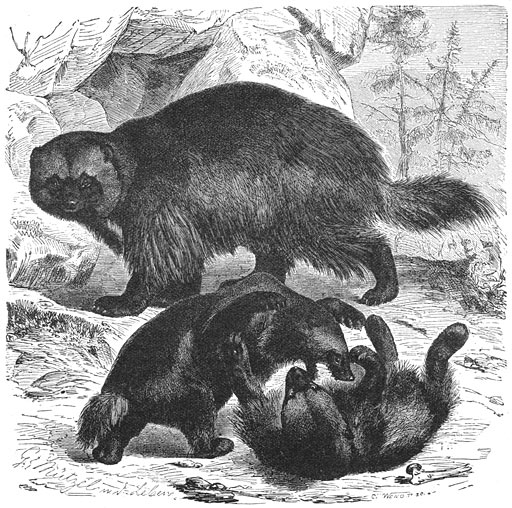
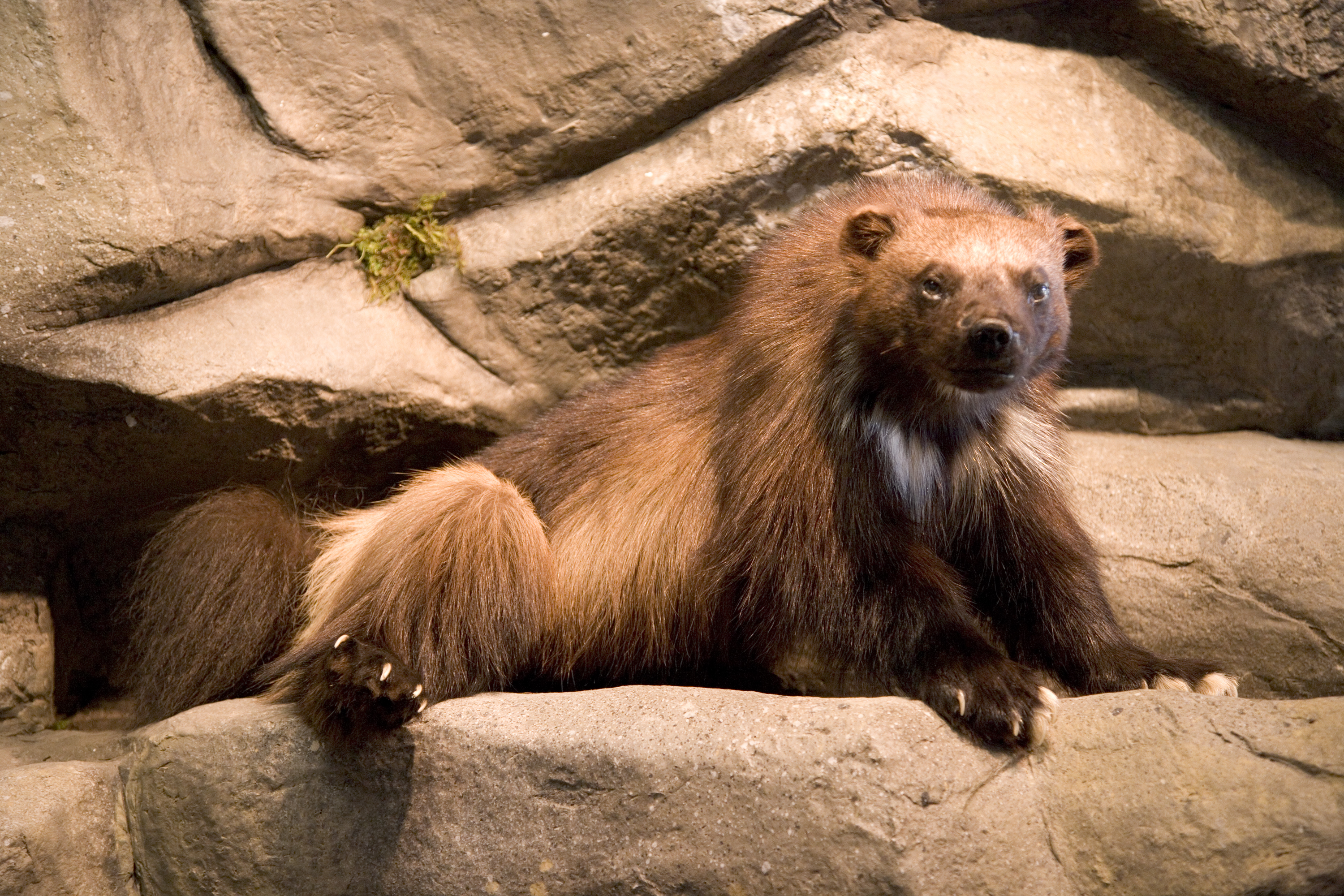